# TV 오사카
주식회사 TV오사카(일본어: テレビ大阪株式会社, Television Osaka Inc.)는 1981년 설립된 간사이 광역권의 5번째 민영 방송사이다. 약칭은 TVO, 콜사인은 JOBH-DTV이며,
TXN방송국이다.
니혼케이자이신문과 협력관계를 맺고 있으며 오사카부만을 시청권으로 하는 방송국이다.

## 개요
- 오사카부 면허로 방송하는 방송국이지만, 주변에 있는 수신 가능 지역을 배려해는 차원에서 오사카 지역에만 한정된 정보를 거의 방송하고 있지 않다.
- TV오사카 사옥 옆에는 니혼케이자이신문 오사카 사옥이 있다.

## 연혁
- 1981년 1월 23일 - TV오사카 주식회사 설립.
- 1982년 3월 1일 - 메가 TON 네트워크(현재의 TXN) 첫 계열 텔레비전 방송국으로서 텔레비전 방송을 개시.오사카 지역 방송국중에서는 유일하게 개국과 동시에 컬러 텔레비전 방송을 실시했다.
- 1992년 - 개국 10주년.
- 2001년 - 로고 개편.
- 2002년 - 개국 20주년. 이미지 캐릭터「타코루쿤」등장.
- 2003년 12월 1일 - 다시 로고를 개편하면서 TVO 로고마크도 변경했으며 이 날 오전 11시부터 지상 디지털 텔레비전 방송을 시작했다.
- 2005년 4월 4일 - 지상 디지털 텔레비전 데이터 방송 개시.
- 2005년 10월에 일본시리즈 프로야구 실황중계를 실시했다.
- 2006년 10월 - 자사제작 프로그램이 황금시간대에 전국 넷으로서 첫 전국방송 1시간 범위를 가지게 된다(단 제작은 도쿄지사가 맡게 된다).
- 2007년 - 개국 25주년.
- 2011년 7월 24일, 7월 25일 - 아날로그 방송 종료.

## 개국 배경
1966년에서 1967년 사이 니혼케이자이 신문은 오사카 지구에서 방송국 개국을 목표로 면허 취득 운동을 일으켰지만 실현되지 않았고 이때 TV 오사카 개국이 성사되었다면 당시 긴키 지방 각 부현에 독립 UHF방송국이 개국하지 않은 관계로 UHF전파를 이용해 긴키광역권에서 방송 사업을 할 가능성이 높았다.
이러한 상황이 전개되던 당시 니혼케이자이 신문은 당시 일본(구) 교육 TV(현·TV 아사히)에 출자해 경영에 관여하고 있었으나, 1969년 11월 재계의 요청으로 도쿄 12채널(현·TV 도쿄)의 경영을 맡았다. 이 도쿄의 2방송국은 모두 오사카에서 마이니치 방송과 네트워크 관계를 맺고 있었기 때문에, 닛케이가 목표로 하던 새 방송국 개국은 일단 쓸모없는 일로 치부되었다.
하지만, 1974년 3월 닛케이와 일본교육TV와의 자본관계가 해소되었고 다음해인 1975년 3월 31일 준 중심방송국 네트워크 교체에 의한 마이니치 방송의 JNN 가맹으로 도쿄 12채널과 마이니치 방송 사이에 성립되었던 네트워크 관계가 해소되어 닛케이 계열에 의한 오사카 신 방송국계획은 도쿄 12채널 재건을 위해서도 중요한 일이 되어 닛케이는 다시 오사카 재계를 설득해 면허 획득 운동에 나서게 되었다.
그러나 기존 긴키 지역 방송국으로부터의 반발도 있어, 타협 끝에 오사카 부의 텔레비전 방송국으로 개국하게 되었다.

### 오사카 부 한정 텔레비전국이 된 배경
- TV 오사카는 원래 광역 방송 면허를 신청했지만, 당시 TV 도쿄의 프로그램을 많이 방송하고 있던 긴키 지역 독립 UHF 방송국 5국이 프로그램 부족에 의한 경영위기를 두려워했기 때문에 방송국 설치를 반대했다. 거기에 먼저 개국한 긴키 광역권 준 중심방송국 4개사가 자신들의 방송대상구역에 방송구역이 같은 새 방송국이 개국해 경쟁이 격화하는 일을 두려워하고 있어서 이에 반대했고, 이에 TV 오사카는 오사카부역방송국이 되어 버렸다.
그리고 중심 송신소가 NHK 오사카국을 포함한 오시카 지역 5개 기존 방송국이 이코마 산 정상에 있는 반면, TV 오사카는 그보다 약간 낮은 이코마 산 중턱에 설치되어 출력도 10 kW[2]로 억제되었다. 이로 인해 TV 오사카는 타국에 비해 방송 대상 지역이나 중심 송신소의 송신 장소부터 출력까지 모든 면에서 다른 방송국보다 매우 불리한 상태로 방송하게 되어 경영이 좋지 않다.
- 그리고 TV 오사카 개국전에는 오사카 지역에 UHF방송국이 없었기 때문에 새로 UHF 안테나를 마련하지 않으면 시청 할 수 없었고 그나마 오사카 부에 설치된 UHF 안테나들은 먼저 개국하고 있던 KBS 교토·NHK 교토국이나 선 텔레비전·NHK 고베국 쪽을 향하는 경우가 많았다.그 때문에, TV 도쿄는 수신구역이 중첩되는 KBS 교토와 선 텔레비전에 프로그램 동시방송을 중단시키는 조치를 취했다.[3] 이로 인해 선 텔레비전은 그 후 컨텐츠 부족으로 경영난을 겪기도 했지만 현재는 홈쇼핑 프로그램, 자사 제작 프로그램의 증가와 그에 따른 프로그램 판매 수익 덕분에 경영이 안정되고 있으며 KBS 교토는 지금도 적은 양의 TV 도쿄 프로그램을 방송하고 있지만, 컨텐츠 부족에 의한 경영난이 계속되고 있다.
  - 그러나, 예외적으로 선 텔레비전에 경륜 중계, 1989년 1월 쇼와 천황 사망 특별프로 등을 동시 전달한 사례가 있고, KBS 교토에서 TV 도쿄의 경마 프로그램이 방송되기 때문에 KBS 교토에서 경마중계가 나가는 동안 TV 오사카는 서스펜스 드라마를 재방송하고 있다.

### 방송 구역 확대 움직임
- 2007년 5월 31일 열린 TV 도쿄 정기회의에서 당시 사장에 의해 2011년 7월 24일 지상 디지털 텔레비전 방송 전면 이행 후의 네트워크 확대 구상을 밝혔고, 그 구상 중에는 TV 오사카의 방송 구역을 교토부나 효고현까지 확대하는 일을 목표로 한다는 내용도 있었다.[4].
- 만약 이 계획이 실현되려면 일찍이 TV 오사카가 광역국으로 개국하는 것을 강경하게 반대한 선 텔레비전이나 KBS 교토로부터의 맹반발[5] 이나, 영업 경쟁 격화를 무서워하는 긴키 광역 준키국 4국(MBS, ABC, KTV, ytv)의 반발을 피할 수 없다고 볼 수 있다.
- 또, 현역면허 반납 및 광역 면허 신규 할당건에 대해서는 총무성과 협의를 할 필요가 있다(당시 사장은 비공식적으로 이전부터 총무성과 대화를 하고 있다고 암시를 주었다).
- 그리고 앞에서 서술한 것처럼 많은 수의 중계국을 설치[6] 해야하며 모회사인 니혼케이자이 신문이나 효고현과 교토부 및 그 양부현내에 있는 시읍면·민간기업의 지원을 받야할 필요가 있다.
- 그리고 제한적 광역방송을 위해 송신소 위치를 옮기면 이코마 산에서의 전파를 쉽게 받을 수 있는 나라현에 있는 나라 TV 방송과의 조정이 불가피하게 되고[7] 디지털 텔레비전 채널이 동일한 지역과의 조정협상도 불가피하게 된다.[8]

## 오사카부에 있는 다른 방송국

### 텔레비전 방송국
- NHK 오사카 방송국(라디오 겸영)
- 마이니치 방송(MBS)(TV는 도쿄 방송 계열, 라디오는 JRN&NRN계열)
- 아사히 방송(ABC)(TV는 TV 아사히 계열, 라디오는 JRN&NRN계열)
- 간사이 TV 방송(KTV)(후지 TV 계열)
- 요미우리 TV 방송(ytv)(니혼 TV 계열)

### 라디오 방송국
- 오사카 방송(OBC, 애칭 라디오 오사카, NRN계열)
- FM 오사카(JFN 계열, 오사카부만 방송구역)
- FM802(JAPAN FM LEAGUE 계열, 오사카부만 방송구역)
- 간사이 인터미디어(MegaNet 계열, 간사이 지방 일부지역이 방송구역에 포함)